# Wiranto
Wiranto né le 4 avril 1947 à Yogyakarta, est un homme politique et général indonésien.

## Biographie
Il a brièvement été président du Conseil consultatif présidentiel depuis décembre 2019. Auparavant, il a été commandant en chef des forces armées indonésiennes de février 1998 à octobre 1999 pendant la transition de l'Indonésie d'un régime autoritaire à la démocratie, il a échoué se présenter comme[président de l'Indonésie à l'2004 et à la vice-présidence lors de l'2009. Le 27 juillet 2016, Wiranto a été nommé ministère e de coordination des affaires politiques, juridiques et de sécurité, en remplacement de Luhut Binsar Pandjaitan,.
Wiranto a joué un rôle important en facilitant de graves violations des droits de l'homme par l'armée indonésienne et les milices soutenues par Jakarta, lors du retrait de l'Indonésie du territoire occupé du Timor oriental causant la crise de 1999. Tant les Nations Unies que des groupes nationaux ont rassemblé des preuves à ce sujet, mais il continue de nier les accusations. En janvier 2000, une commission indonésienne a attribué la responsabilité générale de ces injustices à Wiranto. En mai 2004, les chambres spéciales des tribunaux de district de Dili, soutenues par les Nations unies, ont inculpé Wiranto et l'ont accusé de crimes de guerre. Wiranto a affirmé que cette décision était un effort pour discréditer ses ambitions politiques.
Certains prétendent que Wiranto a joué un rôle clé en tant qu'influence modératrice pendant les périodes turbulentes de 1998 lorsque Soeharto a démissionné. Il avait le pouvoir d'imposer un régime militaire, mais a refusé de le faire, permettant ainsi au processus civil de se développer. Taufik Darusman l'a qualifié de «réformiste militaire» parce que Wiranto a réduit le rôle de l'armée dans la politique indonésienne. Il a initié la réduction de leurs sièges au parlement et séparé la police de l'armée. Néanmoins, plus de 2 000 Timorais de l'Est ont été tués dans la violence sous sa surveillance, ainsi que 500 000 forcés de se déplacer. D'autres atrocités ont été perpétrées par les forces de sécurité indonésiennes à l'époque où Wiranto était leur commandant en chef, notamment le massacre de Biak en juillet 1998.
Le 10 octobre 2019, Wiranto a été poignardé avec une arme tranchante par un homme à Menes Square, Pandeglang, Banten. En conséquence, Wiranto a été poignardé à l'avant du corps. Outre Wiranto, l'attaque a blessé le chef de la police du secteur, Menes Commissary Police Dariyanto, qui se trouvait sur les lieux. Les hommes de Wiranto ont également été blessés dans l'attaque. The suspect is Syahril Alamsyah, alias Abu Rara, born in Medan on August 24, 1968, et une femme soupçonnée d'être avec l'agresseur au nom de Fitri Andriana, née à Brebes le 5 mai 1998, a été arrêtée. Le chef du Bureau d'information publique du quartier général de la police nationale, le général de brigade Dedi Prasetyo, a déclaré que les deux auteurs de l'attaque contre Wiranto étaient soupçonnés d'être exposés au radicalisme État islamique en Irak et en Syrie et qu'après l'incident, il a dû être transporté d'urgence à l'hôpital le plus proche pour les premiers soins et transféré à l'hôpital militaire de Gatot Soebroto, à Jakarta.